# Pemba (île)
Pour les articles homonymes, voir Pemba.
Pemba (en arabe : الجزيرة الخضراء al-Jazīra al-khadrā, c'est-à-dire « L'île verte ») est l'une des trois îles de l'archipel de Zanzibar en Tanzanie, le long de la côte africaine dans l'océan Indien. Elle est située à 50 km au nord d'Unguja improprement appelée « Zanzibar », l'île principale de l'archipel séparée par le canal de Pemba de 50 km de la côte tanzanienne. Sa population était estimée en 2012 à 406 848 personnes sur une surface de 980 km2 (67 km sur 22). Sa capitale est Chake-Chake.

## Géographie et économie
En 1964, Zanzibar est rattachée à l'ancienne colonie du Tanganyika pour former la Tanzanie. Ces deux territoires, auxquels s'ajoute celui de Mafia (au sud d'Unguja), forment les Iles des épices (à ne pas confondre avec les Moluques, en Indonésie). Pemba pourrait être l'île autrefois connue sous le nom de Menuthias.

L'île, qui se présente plus accidentée et plus fertile qu'Unguja, est largement caractérisée par l'agriculture à petite échelle, bien que l'on y trouve également de la culture de rapport, et notamment celle du giroflier, qui constitue sa principale ressource (3 millions d'arbres). Dans sa partie nord, on fait pousser du riz et des haricots rouges appelés maharagwe. On y trouve également un peu de café, des muscadiers, des bananiers, de la canne à sucre...

Carte de l'archipel de Zanzibar avec du nord au sud Pemba, Unguja et Mafia.

Outre ses ressources agricoles, l'île s'est ouverte au tourisme depuis les années 1990 et comme dans le reste de l'archipel, cette industrie devient peu à peu une source de revenus non négligeable. Pour la développer, les autorités locales peuvent compter sur plusieurs atouts :
- l'île est aujourd'hui devenue un site renommé de plongée sous-marine pour ses à-pics, la bonne conservation de son récif corallien et la richesse de sa faune marine ;
- ses plages ;
- ses ruines du XIVe siècle à Ras Mkumbu (sur le site de Ndagoni à l'ouest de la capitale, Chake-Chake), issues de la culture swahilie, et celles de Mkama Ndume, dans le village de Pujini (au sud de l'aéroport), seules fortifications connues de toute la côte swahili, datant probablement du XVe siècle.

Les villes les plus importantes de Pemba sont Chake Chake, Mkoani et Wete. Le principal port de l'île est situé à Wete.

## Climat
Pemba jouit d'un climat tropical mais plus tempéré que celui du continent et de l'île d'Unguja. Il est classé "Aw" dans la classification de Köppen. La température moyenne à Chake Chake est de 25,5 °C. La pluviométrie annuelle est de 1 364 mm. Les températures moyennes mensuelles varient de 24 à 27,4 °C. L'île connaît deux saisons des pluies, la principale étant celle d'avril-mai et la plus légère allant de novembre à décembre. Les mois les plus secs sont janvier et février, puis ceux allant de juin à octobre.

## Histoire
La population de l'île est un métissage d'une large population de bantous et d'une classe dirigeante d'arabo-shirazi et est de culture swahilie. Les portugais y ont introduit la tauromachie au XVIIe siècle. Elle y est toujours pratiquée mais a été transformée afin de devenir moins brutale.
Jusqu'à récemment l'île était peu accessible pour un étranger et avait une réputation de violence. Cependant elle continuait à jouir d'une bonne réputation comme centre de médecine traditionnelle. On se déplaçait même du Zaïre pour y trouver une aide spirituelle et médicale.
Des fouilles archéologiques ont montré que Pemba occupait une position centrale dans le commerce de la côte swahili dès le VIIe siècle après Jésus-Christ. Par la suite, des établissements humaines se sont développés à Chwaka, le long de la côte nord, du XIe au XVIe siècle.
Colonisée dès le VIIIe siècle par les Arabes, qui y constituent deux sultanats indépendants au milieu du XIIIe siècle, l'île est très majoritairement musulmane, avec une pratique active et très homogène de l'islam sunnite. N'y subsiste qu'une minuscule communauté chrétienne, généralement constituée de fonctionnaires venus du continent. Auparavant, à la fin du XIXe siècle, l'île avait accueilli des esclaves rachetés par les missionnaires du Saint-Esprit et convertis au christianisme.
Le 24 juin 2016, le ministre australien des Transports, Darren Chester, a déclaré que des restes d'un aéronef avaient été retrouvés sur l'île de Pemba et qu'il pourrait s'agir de pièces du vol 370 Malaysia Airlines.

## Politique
Pemba est séparée en deux régions administratives composées chacune de deux districts :
- Pemba nord
  - Wete
  - Micheweni
- Pemba sud
  - Chake Chake
  - Mkoani

## Galerie

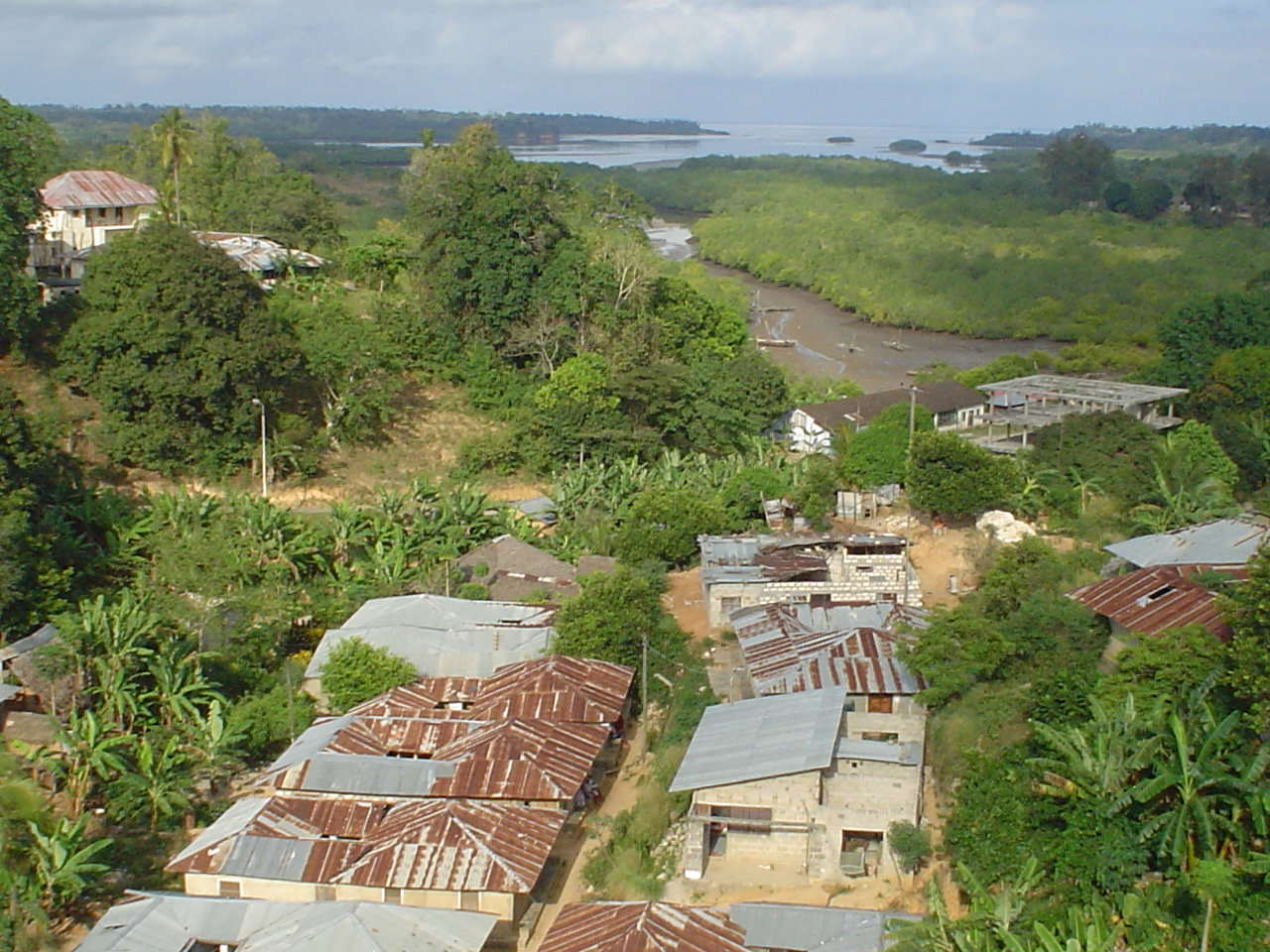
Vue depuis Chake Chake vers l'océan
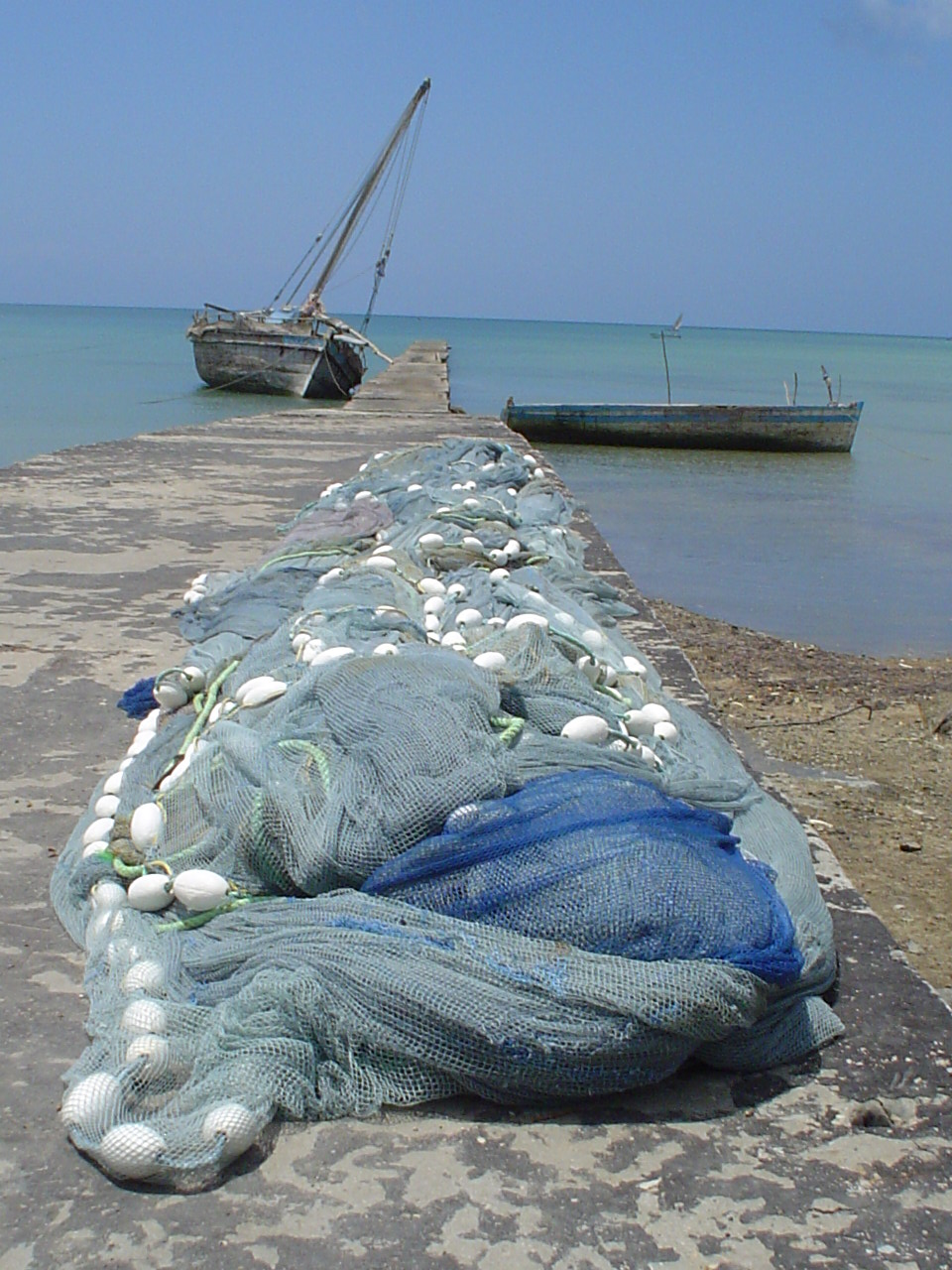
La jetée à Mkoani
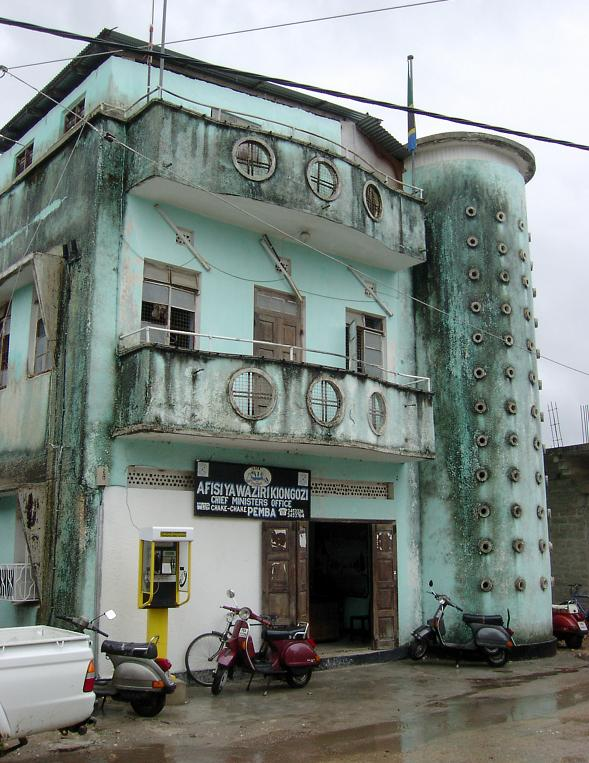
Bureau du premier ministre à Chake Chake.
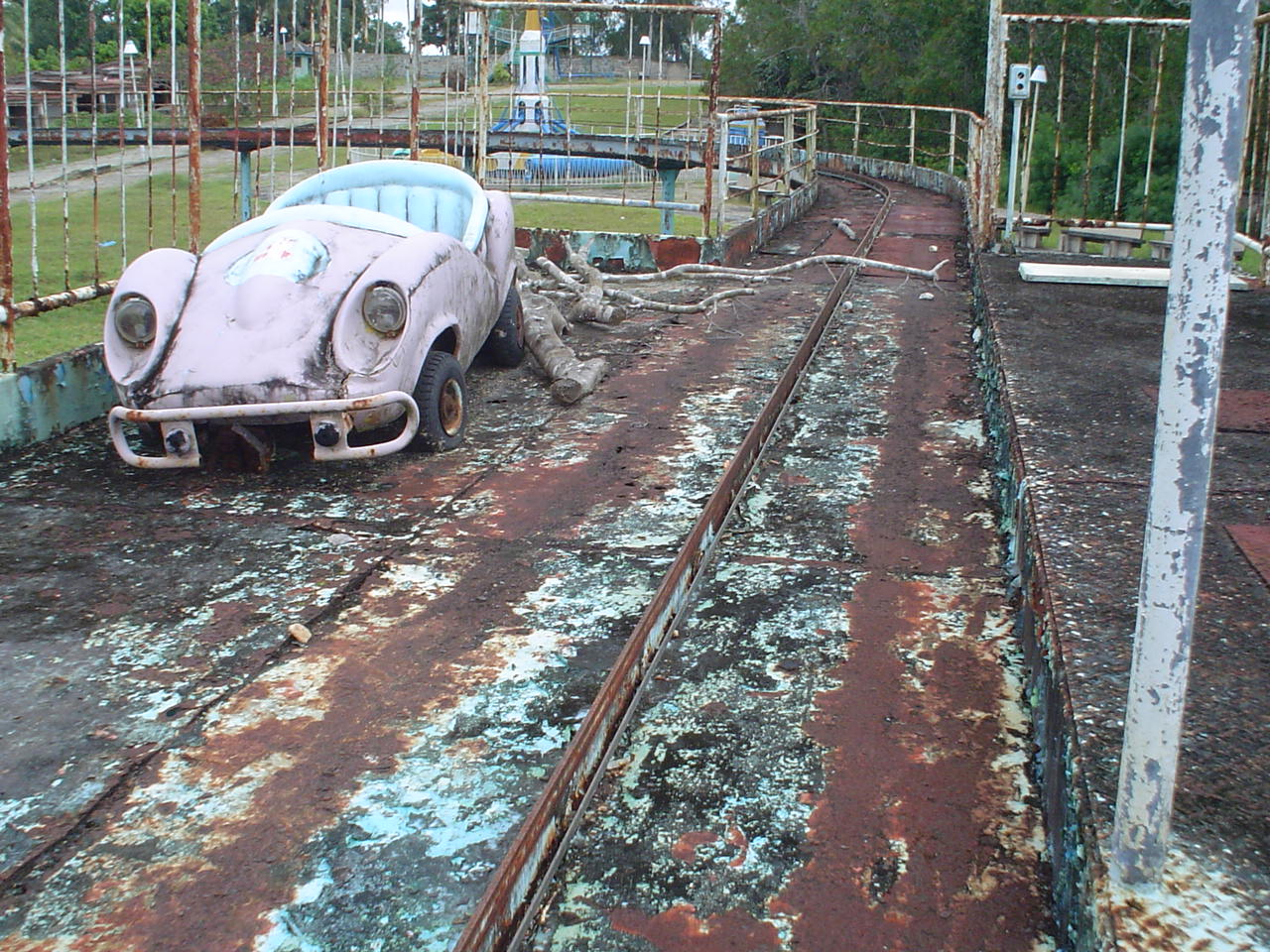
Parc d'attractions abandonné à Chake Ckake
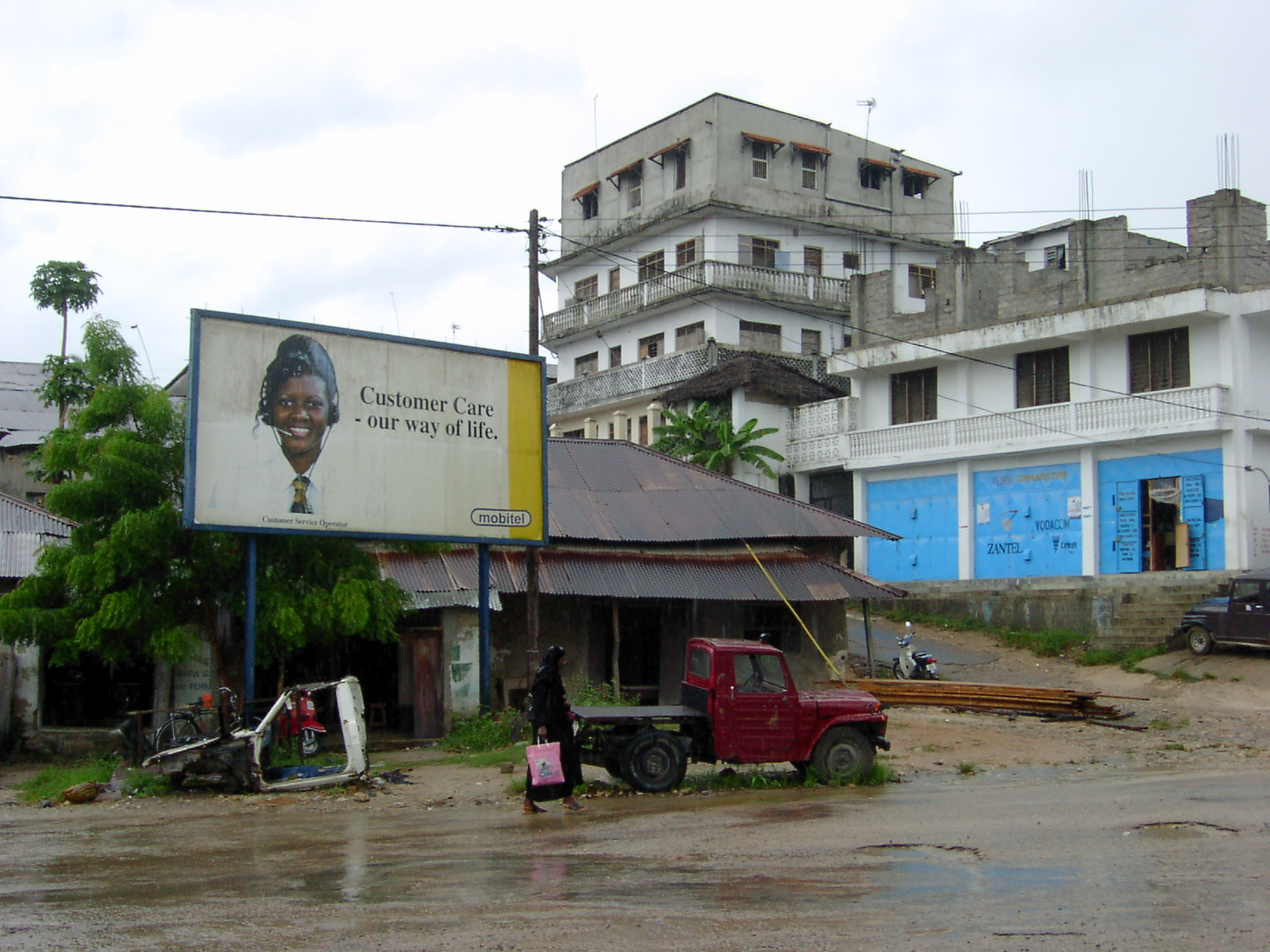
Une journée pluvieuse à Chake Chake
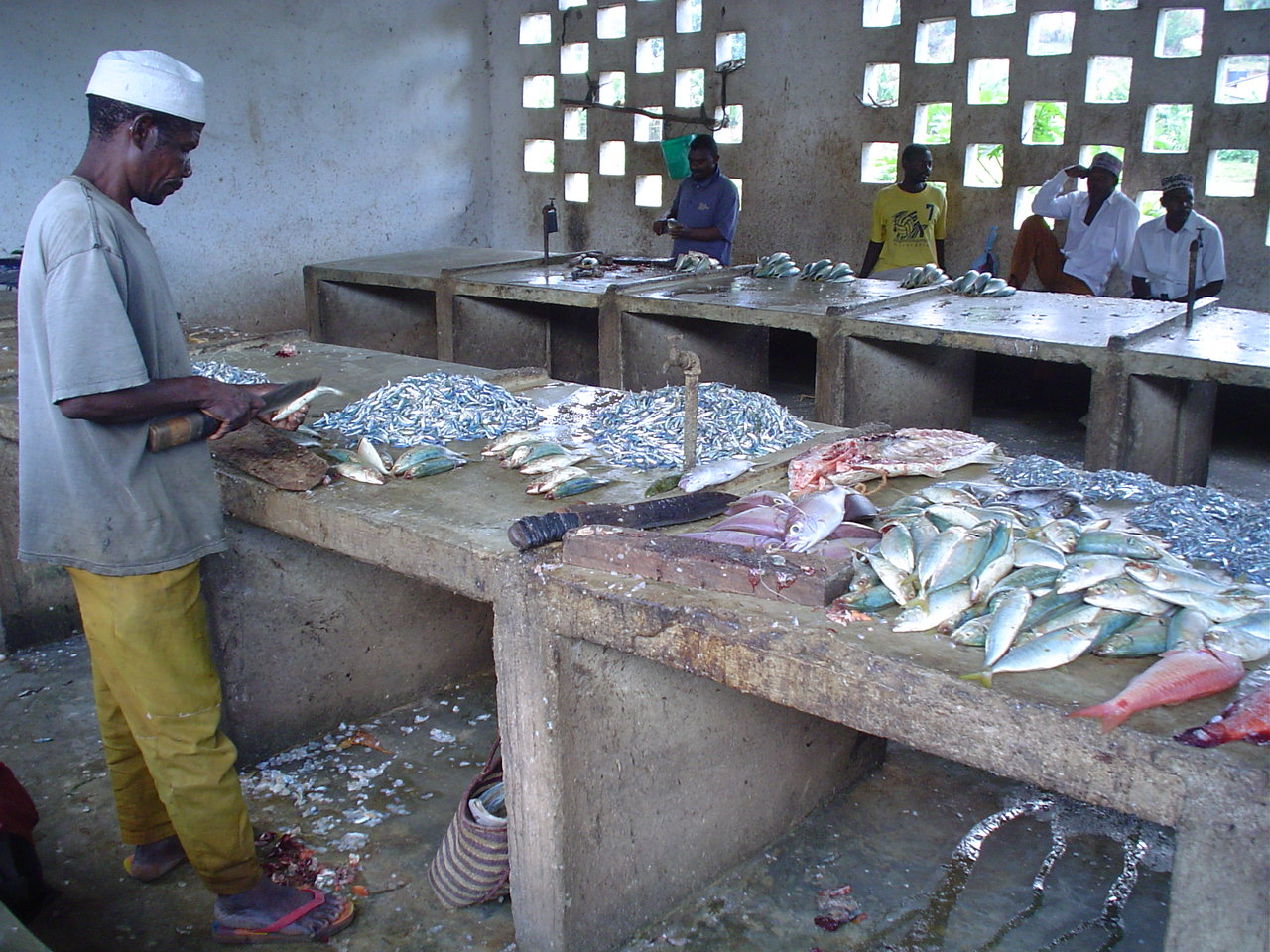
Marché aux poissons à Mkoani
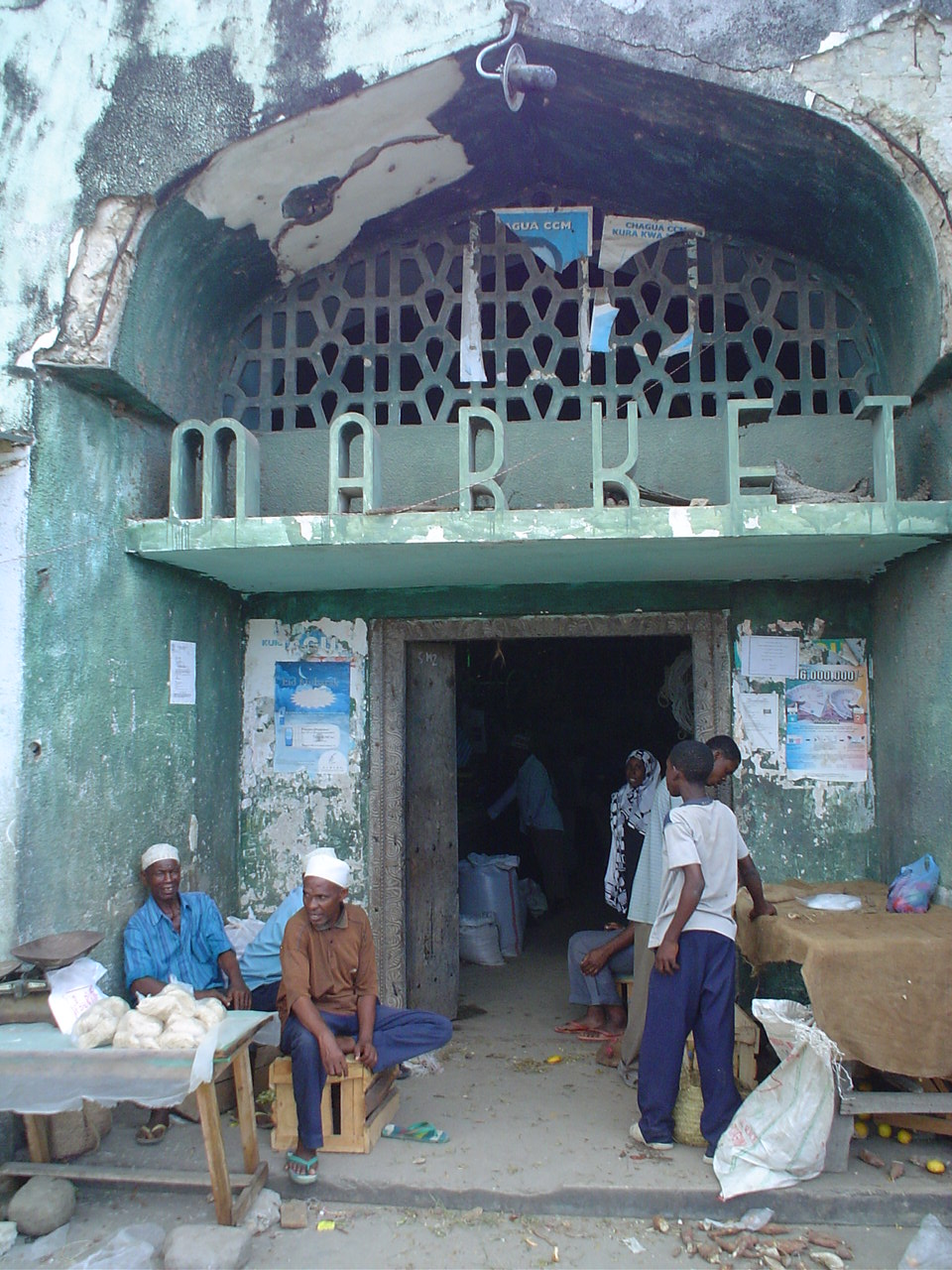
Entrée du marché à Wete
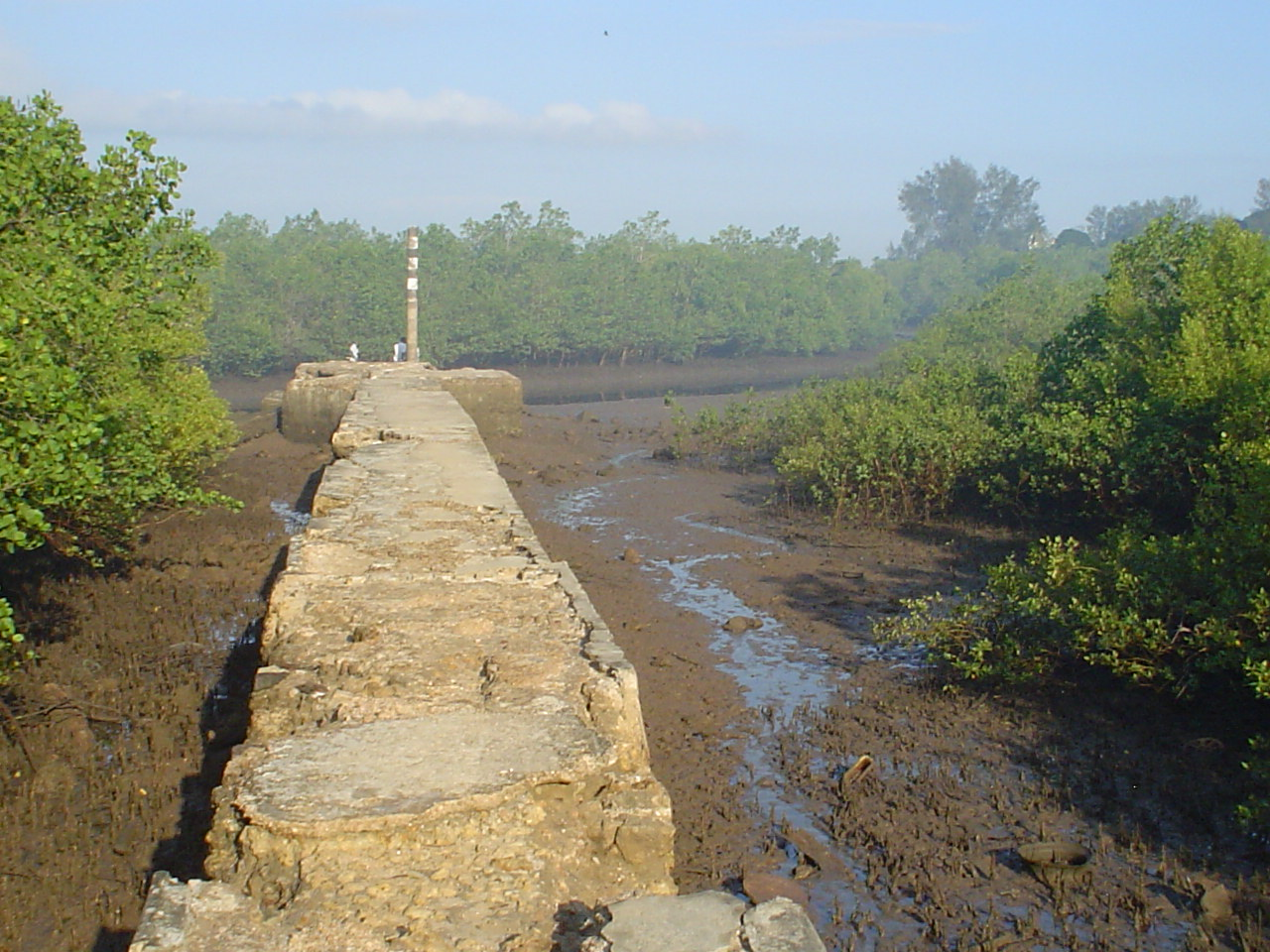
Jetée à Chake Chake
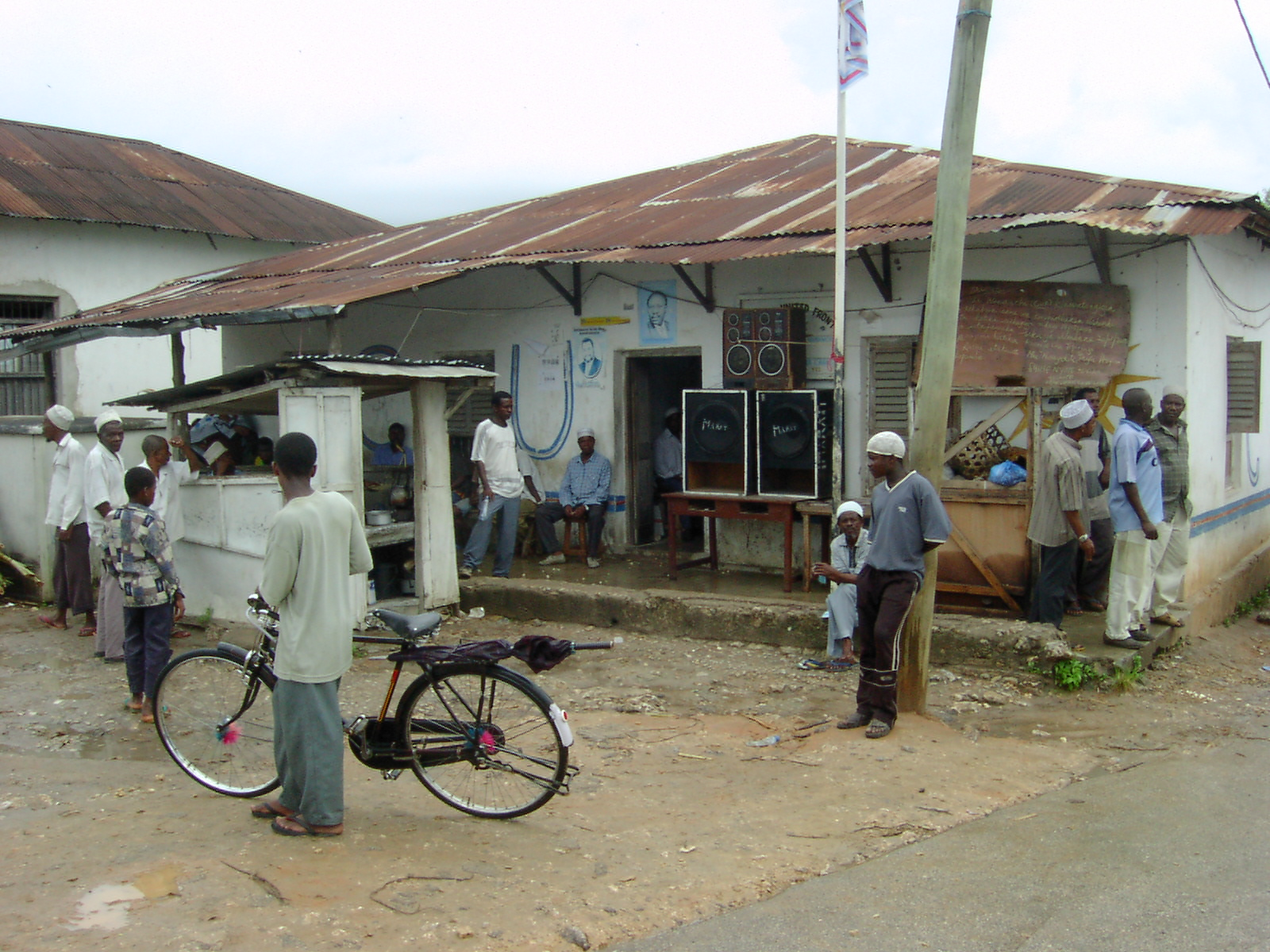
Un bureau du CUF (Civic United Front), un parti politique d'opposition